# La Grande Histoire des Français sous l'occupation
La Grande Histoire des Français sous l'occupation est l'œuvre majeure d'Henri Amouroux édité chez Robert Laffont à partir de 1976. De par sa formation, Amouroux utilise volontiers le style journalistique, mais les faits sont strictement référencés. Il utilise également de nombreux témoignages de plus humbles acteurs de l'Histoire. C'est un succès d'éditions, les premiers tomes s'étant vendus à plus de 2 000 000 d'exemplaires.
Dans l'avant-propos de la réédition de 1997–1999 (voir ci-dessous), Jean Tulard rend hommage à l'auteur en ces termes  : « L'Amouroux, comme on dit déjà, restera l'ouvrage de référence. Vous pouvez l'ouvrir en toute sécurité, rien n'y est écrit qui ne soit vérifié et inspiré par une stricte impartialité. Loin des polémiques et des passions, c'est en un mot, un livre d'histoire. » Néanmoins, certains historiens ont émis quelques critiques, estimant par exemple qu'Amouroux était trop indulgent pour le régime de Vichy.
Avec la parution de son premier tome en 1976, Henri Amouroux fixe un premier plan général qui va évoluer au fil de la parution des tomes suivants et des réactions et documents envoyés par ses lecteurs. Il se trouve que les huit tomes prévus sont devenus dix tomes, avec une disposition quelque peu différente. La couverture des événements s'est étendue jusqu'au retrait de De Gaulle au début de 1946 (les tomes IX et X portent le titre générique de La Grande Histoire des Français après l'occupation).
Les tomes individuels ont été réédités à plusieurs reprises, y compris dans des éditions de clubs. Entre 1997 et 1999, Robert Laffont a réédité l'ouvrage dans son intégralité en cinq volumes  regroupant chacun deux tomes dans sa collection « Bouquins », avec des corrections de l'auteur.

 
| Tome | Année | Titre                                                          | Éditeur        | Titre provisoire                        |
| ---- | ----- | -------------------------------------------------------------- | -------------- | --------------------------------------- |
| I    | 1976  | Le Peuple du désastre : 1939–1940                              | Robert Laffont | Le Peuple du désastre                   |
| II   | 1977  | Quarante millions de pétainistes : juin 1940–juin 1941         | Robert Laffont | Quarante millions de pétainistes        |
| III  | 1978  | Les Beaux Jours des collabos : juin 1941–juin 1942             | Robert Laffont | On les appelait les collabos            |
| IV   | 1979  | Le Peuple réveillé : juin 1940–avril 1942                      | Robert Laffont | Le Temps des persécutions et des haines |
| V    | 1981  | Les Passions et les Haines : avril–décembre 1942               | Robert Laffont | Le Peuple soulevé                       |
| VI   | 1983  | L'Impitoyable Guerre civile : décembre 1942–décembre 1943      | Robert Laffont | Eux et nous                             |
| VII  | 1985  | Un printemps de mort et d'espoir : novembre 1943–6 juin 1944   | Robert Laffont | La Guerre civile                        |
| VIII | 1988  | Joies et douleurs du peuple libéré : 6 juin–1er septembre 1944 | Robert Laffont | Le Dur Été de la liberté                |
| IX   | 1991  | Les Règlements de comptes : septembre 1944–janvier 1945        | Robert Laffont | —                                       |
| X    | 1993  | La Page n'est pas encore tournée : janvier–octobre 1945        | Robert Laffont | —                                       |

## Le Peuple du désastre
Ce premier tome (1976) est divisé en trois parties.
1. « Les Français en 1939 » donne un aperçu à la fois politique et sociétal des années avant guerre avant de s'interroger sur l'impréparation de l'armée française et les responsabilités individuelles et collectives.
2. « La drôle de guerre » couvre la période allant du pacte germano-soviétique à l'invasion du 10 mai 1940. Il décrit l'isolement progressif du parti communiste jusqu'à son interdiction. Puis alternant évènements publics et anecdotes privées il communique sur ces sentiments ambigus que dégage cette drôle de guerre.
3. « La débâcle » est la partie la plus développée. Elle décrit brièvement les événements militaires, mais s'attarde sur l'impact politique, les hésitations de Paul Reynaud et de son gouvernement ; le repli sur la Touraine, puis Bordeaux ; les vives discussions sur l'armistice, la démission de Reynaud et l'appel à Pétain.

## Quarante millions de pétainistes
Le titre de ce deuxième tome (1977) a paru provocateur à beaucoup de commentateurs. Amouroux s'en explique dans la préface : « Les opposants sont peu nombreux […] C'est leur gloire d'être d'abord des solitaires ». L'expression s'est toutefois imposée au point d'être largement citée par d'autres historiens pour la combattre ou l'adopter. L'ouvrage comprend trois parties.
1. « L'homme de 1856 et les Français de 1940 » commence par une courte biographie du maréchal Pétain avant de décrire longuement le processus conduisant au transfert des pleins pouvoirs au maréchal. Puis sont évoquées les premières exigences allemandes dans le cadre des négociations de l'armistice, les tensions avec la Grande-Bretagne après Mers el-Kébir et les répercussions sur la vie quotidienne des Français.
2. « L'assemblée des fidèles » insiste sur le culte organisé de Pétain, notamment au travers de la création de la Légion française des combattants, le soutien de l'Église et l'effacement des oppositions.
3. « Des adversaires bien élevés », aborde la faiblesse de la Résistance, la situation des communistes et des Juifs. Le tome se termine avec le début de l'opération Barbarossa

## Les Beaux Jours des collabos
Première édition en 1978.
Amouroux reconnaît lui-même que le titre de ce tome a pu soulever quelques émotions. Il traite de la collaboration sur les seize premiers mois de l'occupation. Il est divisé en trois parties.
1. « La collaboration d'État » comporte un long chapitre sur l'entrevue de Montoire, et analyse les responsabilités des différents acteurs (Pétain, Laval, Darlan) dans la mise en place d'une coopération ou d'une collaboration progressive avec l'occupant jusqu'à l'affaire de Syrie.
2. « Les passionnés » s'attache plus particulièrement à la collaboration non étatique avec un développement important sur l'origine et le parcours de la LVF et aux portraits de Déat et Doriot.
3. « Collaborateurs tous les jours de la semaine » est consacré à la vie quotidienne aussi bien en zone libre qu'en zone occupée au travers de témoignages anonymes ou de l'analyse de la presse de l'époque.

## Le Peuple réveillé
Ce tome IV (1979) est divisé en deux parties.
1. « De Gaulle et les siens » décrit les débuts difficiles de la France libre depuis l'appel du 18 Juin du général de Gaulle
2. « Les prises de conscience » est la partie la plus développée. Elle vise à décrire les premiers actes de Résistance, la constitution des premiers réseaux. Deux chapitres concernent la position du Parti communiste avant et après le 22 juin 1941. Les premiers attentats et de l'affaire des otages de Châteaubriant font l'objet d'une longue analyse.

## Les Passions et les Haines
Le cinquième tome (1981) comporte trois parties.
1. « On jette l'écorce » démarre sur le retour de Laval au pouvoir en avril 1942 qui imprime au régime un soutien plus affiché à l'Allemagne. Cette orientation est illustrée par la mise en place du STO imposé par l'occupant et qui se substitue à l'initiative de la Relève pour la libération des prisonniers qui avait été initiée par Vichy.
2. « Des hommes et des femmes comme les autres » s'attarde longuement sur la situation des Juifs. L'antisémitisme est abordé dans une perspective historique, mais les évènements sont également décrits avec précision : le statut des Juifs, la rafle du Vel'd'Hiv, les camps d'internements, etc. Jusqu'aux dénonciations que l'auteur qualifie de « cancer des âmes ». Un chapitre est consacré à la position de l'Église catholique.
3. « Le crépuscule de Vichy » se concentre sur les évènements de novembre 1942 : le débarquement en Afrique du Nord, l'invasion de la zone libre et le sabordage de la flotte de Toulon.

## L'Impitoyable Guerre civile
Le tome VI (1983) couvre l'année 1943. Il comporte quatre parties.
1. « Le choc du STO » revient sur les conditions administratives et humaines de la mesure.
2. « La révolte » décrit le développement des maquis, alimentés par les réfractaires du STO. Sont abordées les différentes conceptions et les relations avec Londres; les sabotages et l'approvisionnement en armes; les représailles allemandes. Un chapitre sur le premier maquis du Vercors illustre les évolutions.
3. « Terreur contre terreur aborde l'autre face de ce qu'Amouroux appelle la guerre civile. À travers l'itinéraire de Joseph Darnand il décrit la mise en place du Service d'ordre légionnaire, puis  de la Milice, le système des otages, les arrestations.
4. « La résistance politisée » se consacre à l'aspect plus politique de la Résistance et aux conceptions parfois opposées entre Frenay et Moulin et la naissance du CNR. Le conflit de Gaulle-Giraud et le louvoiement américain est également abordé, tout comme la relation de De Gaulle avec les communistes. Cette partie se conclut sur la mort de Jean Moulin

## Un printemps de mort et d'espoir
Ce septième tome (1985) est dédié par l'auteur à ses lecteurs dans la mesure où il s'appuie sur de nombreux témoignages. Il est divisé en quatre parties.
1. « Le fléau s'incline » mêle la déconfiture du régime de Vichy à la mise en place d'une organisation de la Résistance à partir d'Alger. L'auteur montre un effacement progressif de Pétain avec l'entrée au gouvernement de Darnand, Henriot et Déat. Côté résistance, De Gaulle s'impose à Giraud, alors que le procès Pucheu est un prélude à l'épuration.
2. « Sur les drapeaux, la gloire » revient sur la progression des Alliés en Afrique puis les débarquements en Corse et en Italie sous l'angle de la vision française, avant de consacrer un long développement à la Résistance en Haute-Savoie et à la tragédie du plateau des Glières.
3. « Les tristesses » aborde les aspects plus quotidiens aussi bien dans les camps de prisonniers que dans une France désormais totalement occupée. Un chapitre est consacré aux malgré-nous alsaciens-lorrains.
4. « Les jours avant le jour » décrit la situation dans les mois qui précèdent le débarquement du 6 juin 1944 en Normandie. La popularité de Pétain faiblit, dans le temps où la répression allemande trouve un appui auprès de la milice. De son côté, de Gaulle engage un bras de fer avec les Alliés pour s'assurer l'administration du territoire dès lors que celui-ci sera libéré.

## Joies et douleurs du peuple libéré
Le tome VIII (1988) occupe les trois mois de juin à août 1944, c'est-à-dire du débarquement à la libération de Paris.
1. « Des victoires et des larmes » associe les évènements victorieux liés au débarquement et à la levée des maquis. Cette partie aborde aussi les aspects plus sombres, tels que les tragédies de Tulle et d'Oradour. Un long chapitre est consacré à la mobilisation du maquis du Vercors, suivi de l'assaut de la citadelle.
2. « Les mauvais jours des collabos » décrit le départ du gouvernement de Vichy, en pleine décomposition, vers l'Allemagne. Les jours sombres s'accompagnent d'assassinats par les miliciens (Jean Zay, Georges Mandel), suivis de représailles dans l'autre camp (Henriot). L'épuration sauvage est difficilement maîtrisée. L'intitulé de cette partie renvoie comme un miroir au titre du troisième tome.
3. « Ah ! C'est la mer » porte sur la reconquête du territoire jusqu'à la libération de la capitale.

Raymond Amouroux avait envisagé de terminer sa fresque sur la libération de Paris. Il décide alors d'écrire deux volumes supplémentaires sous le titre de La Grande Histoire des Français après l'occupation.

## Les Règlements de comptes
Le tome neuf (1991) comporte quatre parties.
1. « Septembre » est une longue partie qui décrit le passage progressif de l'épuration sauvage, avec ses exécutions sommaires, à la reprise en main politique d'abord avec les cours martiales, puis les cours de justice. Les premiers procès (Béraud, Brasillach) touchent des intellectuels.
2. « Le parti communiste a-t-il voulu prendre le pouvoir ? L'auteur, comme la plupart des historiens y répond par la négative. Sont abordés les conditions de la dissolution des milices patriotiques qui étaient entre les mais du Parti communiste, et celles du retour de Thorez.
3. « De Gaulle : grands desseins, faibles moyens » évoque les misères et les difficultés d'approvisionnement... Le rationnement qui se poursuit. Le gouvernement provisoire est mis en place et réussit l'amalgame entre l'armée de libération et les FFI. Les premières nationalisations sont décidées.
4. « L'hiver le plus dur » titre évocateur, l'hiver est très froid, les biens les plus nécessaires manquent ; mais aussi débat interne sur les problèmes d'épuration, difficulté avec les Alliés sur les décisions stratégiques, notamment dans le maintien des troupes à Strasbourg, à la suite de la contre-attaque allemande.

## La Page n'est pas encore tournée
Le dernier tome comporte également quatre parties (1993).
1. « Janvier » est une courte introduction sur l'affaire de Strasbourg.
2. « Le printemps des captifs » est consacré aux rapatriements des prisonniers et déportés.
3. « Le printemps des guerriers» décrit les derniers combats jusqu'à la capitulation allemande du 8 mai 1945. Parallèlement l'auteur fait un bilan du gouvernement fantoche de Sigmaringen.
4. « Les grands procès » partie essentiellement consacrée aux procès de Pétain et de Laval.
5. « Les conflits de l'automne » porte sur les discussions politiques autour de la nouvelle constitution à mettre en place, alors que s'amorce une opposition entre de Gaulle et l'Assemblée qui conduira au départ du premier.